# Joseph Schildkraut
Joseph Schildkraut (Viena; 22 de marzo de 1896 - Nueva York; 21 de enero de 1964) fue un actor de cine y teatro austriaco. Fue el primer no estadounidense en recibir un Óscar al mejor actor de reparto.

## Biografía

### Primeros años
Nacido en Viena, Austria, Schildkraut fue hijo del actor de teatro (y posteriormente de cine) Rudolph Schildkraut. De joven, Schildkraut viajó a Estados Unidos a principio de 1900. Participó en muchas producciones de Broadway. Entre las obras que protagonizó, incluyó una notable producción de Peer Gynt.

### Carrera
En 1921, Schildkraut desempeñó el papel protagonista en la producción de la primera etapa americana de Ferenc Molnár: Liliom, la obra que se convertiría en la base del musical Carousel de Rodgers and Hammerstein.

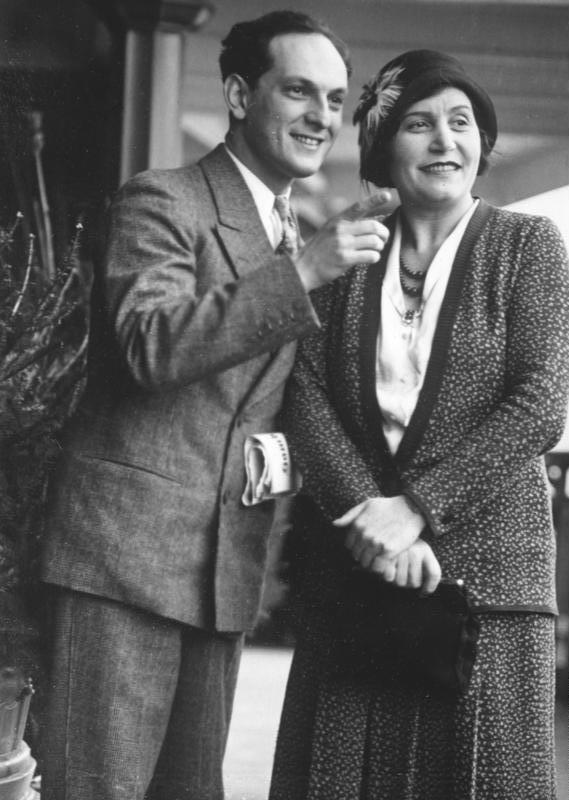
Joseph Schildkraut con la cantante de Ópera Maria Olszewska en 1932

Entonces comenzó a tener papeles en películas mudas, aunque volvía ocasionalmente al teatro. Su primer éxito vino interpretando a Chevalier de Vaudrey en la película de D.W. Griffith: Orphans of the Storm junto a Lillian Gish en 1921. Más tarde, en 1927, protagonizó la película de Cecil B. DeMille: The King of Kings, en el papel de Judas Iscariote. Rudolf Schildraut, su padre, también aparece en ella.
Schildkraut, con su fuerte acento vienés, no cantó Gaylord Ravenal en la versión de 1929 de la novela de Edna Ferber Show Boat. El personaje escrito para la película de 1929, era mucho más cercano al original de Ferber que el descrito para los musicales basados en la novela, así como en las otras adaptaciones en las películas de 1936 y 1951.
Schildkraut recibió un Óscar al mejor actor de reparto por su interpretación de Alfred Dreyfus en The Life of Emile Zola (1937). Y ganó fama internacional al interpretar al duque de Orléans en drama histórico María Antonieta (1938), al lado de Norma Shearer, Tyrone Power, John Barrymore y Robert Morley, junto a una notable interpretación del villano Nicolas Fouquet en The Man in the Iron Mask (1939). Joseph Schildkraut también es recordado por su papel de Otto Frank en The Diary of Anne Frank (1959), que cuatro años antes había interpretado en la obra teatral del mismo título.
Fue un actor bastante activo, y apareció como invitado en varios programas de televisión, en particular en el Hallmark Hall of Fame, en el que interpretó a Claudius en la producción televisiva de Hamlet (1953), con Maurice Evans en el papel principal.  Él también apareció en dos episodios de The Twilight Zone,  "Deaths-Head Revisited" y "The Trade-Ins". En 1963, fue nominado para un premio Emmy como Mejor Actor por su actuación en un papel de estrella invitada en el drama de la NBC Sam Benedict con Edmond O'Brien y Richard Rust.

### Vida personal y muerte
Schildkraut se casó tres veces y murió en Nueva York debido a un infarto de miocardio. Por su contribución a la industria del cine, fue galardonado con una estrella en el Hollywood Walk of Fame en el 6780 de Hollywood Blvd. Hollywood (California). Fue enterrado en el Hollywood Forever Cemetery, Hollywood, CA.

## Filmografía parcial
| - Orphans of the Storm (1921) - The Road to Yesterday (1925) - The King of Kings (1927) - Show Boat (1929) - Carnival (1931) - Viva Villa! (1934) - Cleopatra (1934) - The Crusades (1935) - El jardín de Alá (The Garden of Allah) de Richard Boleslawski - Slave Ship (1937) - Almas en el mar (Souls at Sea) (1937) - The Life of Emile Zola (1937) - Lancer Spy (1937) - María Antonieta (1938) | - Suez (1938) - Idiot's Delight (1939) - The Three Musketeers (1939) - The Man in the Iron Mask (1939) - Mr. Moto Takes a Vacation (1939) - The Rains Came (1939) - El bazar de las sorpresas (1940) - The Tell-Tale Heart (1941) - Flame of Barbary Coast (1945) - The Cheaters (1945) - Monsieur Beaucaire (1946) - The Diary of Anne Frank (1959) - The Greatest Story Ever Told (1965) |

## Premios y distinciones
Premios Óscar
| Año  | Categoría              | Película               | Resultado |
| ---- | ---------------------- | ---------------------- | --------- |
| 1938 | Mejor actor de reparto | La vida de Emilio Zola | Ganador   |